# Clarkeulia aerumnosa
Clarkeulia aerumnosa är en fjärilsart som beskrevs av Józef Razowski och Becker 1984. Clarkeulia aerumnosa ingår i släktet Clarkeulia och familjen vecklare. Inga underarter finns listade i Catalogue of Life.